# Corvus impluviatus
Il corvo beccolargo (Corvus impluviatus James & Olson, 1991) è un uccello passeriforme della famiglia Corvidae.

## Etimologia

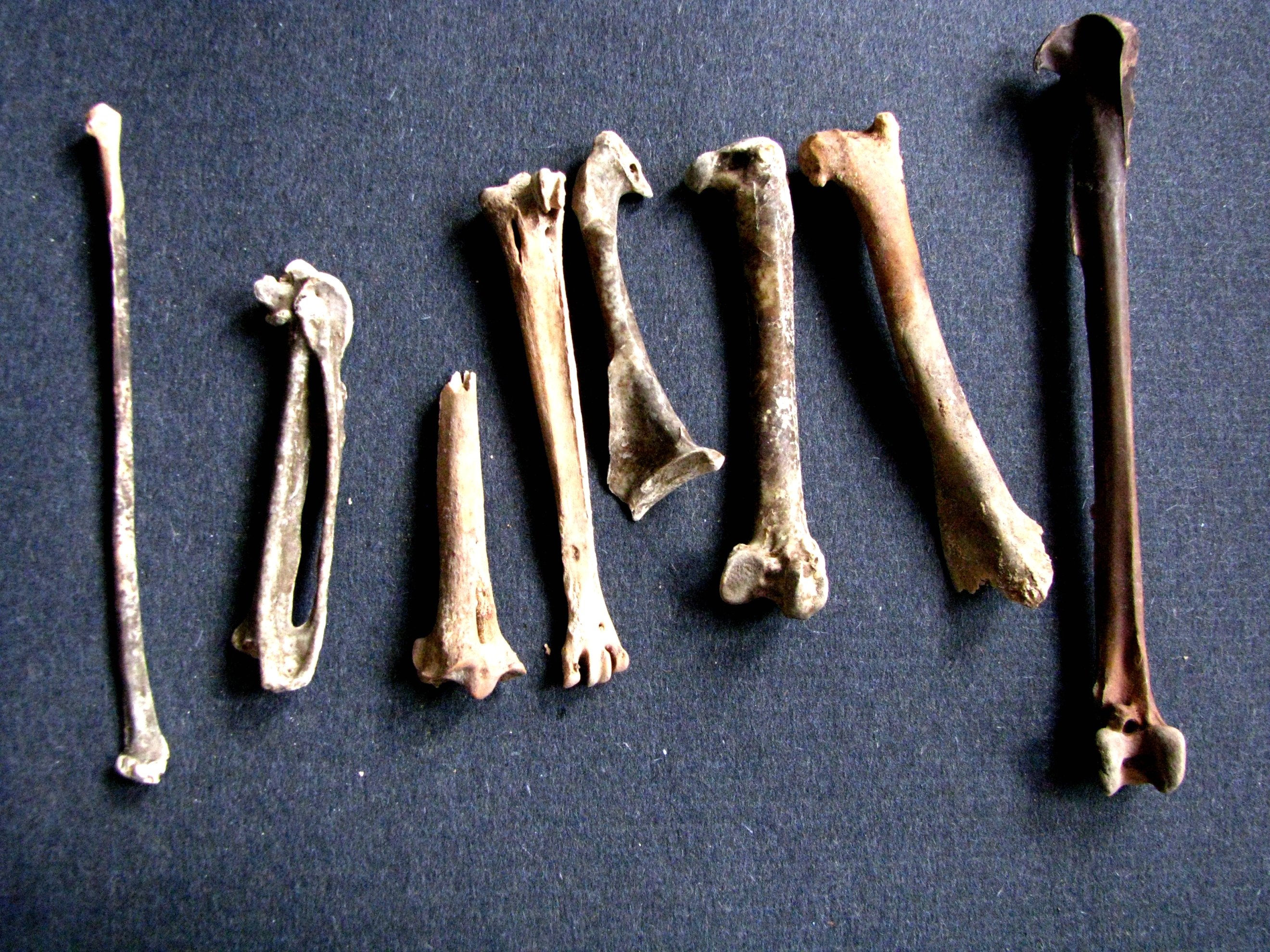
Ossa di ali e zampe di corvo beccolargo e corvo becco sottile.

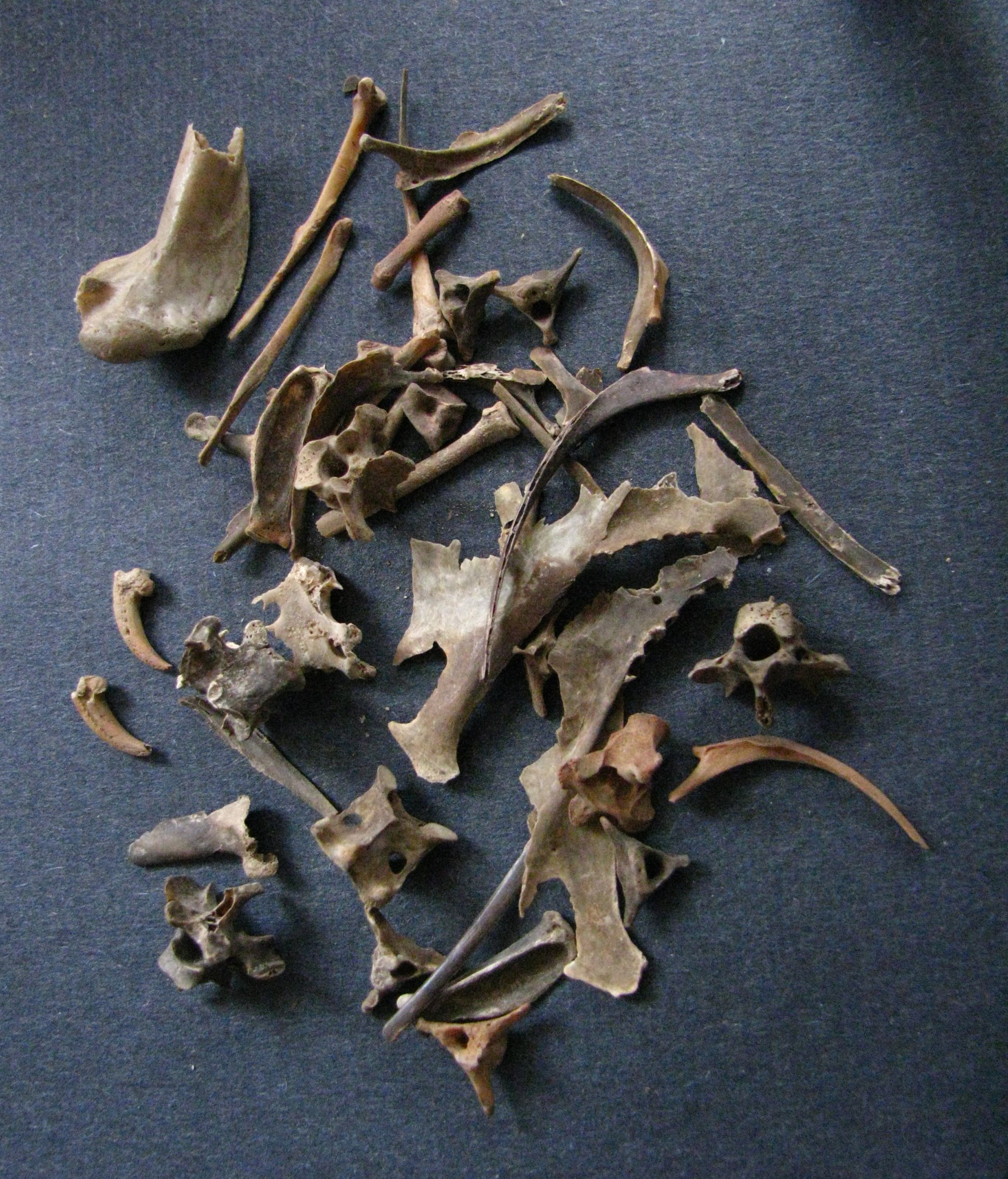
Ossa di corvo beccolargo e corvo becco sottile.

Il nome scientifico della specie, impluviatus, deriva da impluvium, in riferimento all'aspetto del locus typicus di questi uccelli (tunnel di lava con "finestre" verso l'esterno sulla parte superiore.

## Descrizione
In base ai resti rinvenuti finora si è osservato che corvo beccolargo, in vita, era leggermente più grande del corvo delle Hawaii, risultando la specie di corvo di maggiori dimensioni delle Hawaii: come quest'ultimo, esso possedeva un becco che doveva apparire piuttosto corto (se paragonato a quanto osservabile nelle altre specie di corvo) e tozzo, leggermente ricurvo verso il basso, ma che rispetto al corvo delle Hawaii era leggermente più largo (da cui il nome comune) ed appiattito, oltre a mostrare una caratteristica ossificazione molto sviluppata dell'area nasale. Le zampe erano lunghe e robuste, ed anche le ali erano piuttosto lunghe e forti.
Pur mancando dati circa la colorazione di questi uccelli, molto verosimilmente essi possedevano piumaggio nero, eventualmente con riflessi metallici.

## Biologia
Si ritiene che questi uccelli, similmente agli altri corvi, vivessero in coppie o in gruppetti, fossero monogami (coi due sessi che collaboravano nelle varie fasi dell'evento riproduttivo), diurni, onnivori e molto opportunisti.

## Distribuzione e habitat
I resti ascrivibili a questa specie sono stati rinvenuti nei tunnel di lava di Kalaeloa, sull'isola di Maui (Hawaii), della quale si ritiene che questi uccelli fossero endemici.

## Estinzione
Il corvo beccolargo, assieme a gran parte della fauna endemica delle Hawaii, sembrerebbe essersi estinto prima dell'arrivo degli europei, in corrispondenza dell'arrivo dei coloni Polinesiani nell'arcipelago e dell'alterazione dell'habitat ed introduzione di predatori che ad esso conseguì.